# Marcin Krysiński
Marcin Krysiński (ur. 9 września 1976 w Łodzi) – polski piłkarz grający na pozycji obrońcy.
W ekstraklasie rozegrał 59 spotkań. Debiutował w niej w 2000 roku, w ŁKS-ie Łódź. Ponadto, był m.in. piłkarzem Odry Wodzisław Śląski, Pogoni Szczecin, GKS-u Katowice. Karierę zakończył w 2010, w Pelikanie Łowicz.